# Words (Bee Gees)
Words è un singolo dei Bee Gees pubblicato nel 1968.
Barry Gibb disse nel 1996 durante il programma televisivo di VH1 Storytellers, che la canzone fu scritta per il loro manager Robert Stigwood.
La canzone fu scritta per il film del 1968 The Mini-Skirt Mob, nel quale veniva cantata da Georgie Fame in un arrangiamento di Bill Shepherd simile a quello dei Bee Gees ma realizzato prima. La scarsa distribuzione del film e la popolarità acquisita dai Bee Gees, tuttavia, eclissarono la registrazione di Fame.
Barry Gibb si occupò di interpretare la parte principale della canzone e di suonare la chitarra, Maurice Gibb suonò pianoforte e basso, mentre Colin Petersen la batteria. Nel brano è accreditata anche la partecipazione di Robin Gibb, che però effettivamente non compare nella canzone.
Words fu in seguito registrata da numerosi altri artisti, fra cui Elvis Presley nel 1969, Rita Coolidge nel 1978, Loredana Maiuri, vocalist per Marzia Aquilani, nel 1995 per la compilation Non è la Rai gran finale ed i Boyzone nel 1996.

## Tracce
1. Words
2. Sinking Ships

## Versione dei Boyzone
I Boyzone registrarono una cover di Words per il loro secondo album, A Different Beat, dal quale fu estratto come secondo singolo.
Il singolo fu un notevole successo e lanciò definitivamente la carriera della boy band irlandese. Raggiunse il primo posto della classifica dei singoli nel Regno Unito (la prima volta per il gruppo) e riuscì ad entrare nella top ten di Svizzera, Austria, Belgio e Svezia.

### Tracce
CD maxi Regno Unito
1. Words (Radio Edit)
2. The Price of Love
3. Words (Alternative Mix)

CD Digipak Regno Unito
1. Words (Radio Edit)
2. The Price of Love
3. What Can You Do for Me
4. Words (Alternative Mix)